# DND1
DND1 (англ. DND microRNA-mediated repression inhibitor 1) – білок, який кодується однойменним геном, розташованим у людей на 5-й хромосомі. Довжина поліпептидного ланцюга білка становить 353 амінокислот, а молекулярна маса — 38 687.
| 10         |  | 20         |  | 30         |  | 40         |  | 50         |
| ---------- |  | ---------- |  | ---------- |  | ---------- |  | ---------- |
| MQSKRDCELW |  | CERVNPENKA |  | ALEAWVRETG |  | IRLVQVNGQR |  | KYGGPPPGWV |
| GSPPPAGSEV |  | FIGRLPQDVY |  | EHQLIPLFQR |  | VGRLYEFRLM |  | MTFSGLNRGF |
| AYARYSSRRG |  | AQAAIATLHN |  | HPLRPSCPLL |  | VCRSTEKCEL |  | SVDGLPPNLT |
| RSALLLALQP |  | LGPGLQEARL |  | LPSPGPAPGQ |  | IALLKFSSHR |  | AAAMAKKALV |
| EGQSHLCGEQ |  | VAVEWLKPDL |  | KQRLRQQLVG |  | PFLRSPQPEG |  | SQLALARDKL |
| GFQGARATLQ |  | LLCQRMKLGS |  | PVFLTKCLGI |  | GPAGWHRFWY |  | QVVIPGHPVP |
| FSGLIWVVLT |  | LDGRDGHEVA |  | KDAVSVRLLQ |  | ALSESGANLL |  | WSAGAEAGTM |
| VKQ        |  |            |  |            |  |            |  |            |

A: Аланін

C: Цистеїн

D: Аспарагінова кислота

E: Глутамінова кислота

F: Фенілаланін

G: Гліцин

H: Гістидин

I: Ізолейцин

K: Лізин

L: Лейцин

M: Метіонін

N: Аспарагін

P: Пролін

Q: Глутамін

R: Аргінін

S: Серин

T: Треонін

V: Валін

W: Триптофан

Кодований геном білок за функцією належить до білків розвитку. 
Білок має сайт для зв'язування з РНК. 
Локалізований у цитоплазмі, ядрі.